# قاعدة بيانات الأفلام الكورية
قاعدة بيانات الأفلام الكورية هو موقع ويب من نوع قاعدة بيانات أفلام ‏ أنشئ في 1 فبراير 2006، وهو متوفر باللغة الكورية.

## وصلات خارجية
- الموقع الرسمي